# 约翰内斯·斯塔克
约翰内斯·斯塔克（德語：Johannes Stark，1874年4月15日—1957年6月21日），德国物理学家，1919年诺贝尔物理学奖获得者。

## 生平
曾以精湛的研究成果在原子物理学领域里独领风骚数年。在研究阳射线过程中发现一种重要规律，并发现了“斯塔克效应”“斯坦克-爱因斯坦方程”“斯坦克数”等等。希特勒上台后加入纳粹党籍，被希特勒任命为德国物理技术研究所所长，成为莱纳德的同盟者，曾多次在公开场合批判和攻击海森堡。后因屡次干涉纳粹上层官员的事务，被开除纳粹党籍。1947年，繼在第二次世界大戰中戰勝德國，斯塔克被列為"主要罪犯"，並被盟国军事法庭法庭判決的四年刑期。服完苦役后于1957年在巴伐利亚老家的庄园里逝世。
斯塔克曾在母校的物理研究所的各個崗位中工作，直到1900年當他成為哥廷根大學的一個不支薪講師。1906年在漢諾瓦大學當一個很不平凡的教授。1908年他在阿亨工業大學成為教授。他曾在好幾所大學中的物理系工作與研究，包括在格賴夫斯瓦爾德大學一直到1922年。
斯塔克發表過300多篇的論文，其中主要是關於電力和其他的主題。
他與Luise Uepler結婚，育有五個孩子。他的嗜好是種植水果和樹木。戰後，他曾在他位於上巴伐力亞的私人實驗室做研究。
在1934年8月21日斯塔克寫信給物理學家和諾貝爾獎得獎者同胞馬克斯·馮·勞厄。信中簽署“希特勒萬歲”
斯塔克1934年的書Nationalsozialismus und Wissenschaft中，他認為那些有優先權的科學家是要服務於全國人民的。因此，重要領域的研究是那些能幫助德國的軍火生產與工業。